# 娜奧米·懷特黑德
娜奧米·懷特黑德（1910年9月26日—）是美國女性超級人瑞，伊莉莎白·弗朗西斯去世之後，成為美國在世最年長者。2025年5月20日，近藤峰去世後，成為在世第三位最年長者。 

## 生平
懷特黑德於1910年9月26日出生於喬治亞州鄉村，是道格拉斯·華盛頓和寶琳·華盛頓的非裔美國人後裔，她在當地的一個採摘棉花和煙草的農場長大。
懷特黑德表示，她從未吸煙和喝酒。她告訴記者「只要主允許我活多久，我就會活多久。」
2025年5月20日，懷特黑德成為在世第三最長壽者。